# Judo aux Jeux olympiques d'été de 1984
Navigation
Moscou 1980 Séoul 1988
Les compétitions de judo des Jeux olympiques d'été de 1984 se déroulent du 4 au 11 août à la Eagle's Nest Arena, à Los Angeles. 8 épreuves masculines y sont organisées. 211 athlètes prennent part aux épreuves. 32 médailles olympiques dont 8 d'or sont décernées au long des 8 jours de la compétition.

## Podiums
| Épreuves                 | Or                       | Argent                    | Bronze                                            |
| ------------------------ | ------------------------ | ------------------------- | ------------------------------------------------- |
| Moins de 60 kg           | Shinji Hosokawa (JPN)    | Kim Jae-yup (KOR)         | Neil Eckersley (GBR) Edward Liddie (USA)          |
| Moins de 65 kg           | Yoshiyuki Matsuoka (JPN) | Hwang Jung-oh (KOR)       | Marc Alexandre (FRA) Josef Reiter (AUT)           |
| Moins de 71 kg           | Ahn Byeong-keun (KOR)    | Ezio Gamba (ITA)          | Kerrith Brown (GBR) Luis Onmura (BRA)             |
| Moins de 78 kg           | Frank Wieneke (FRG)      | Neil Adams (GBR)          | Mircea Frăţică (ROU) Michel Nowak (FRA)           |
| Moins de 86 kg           | Peter Seisenbacher (AUT) | Robert Berland (USA)      | Walter Carmona (BRA) Seiki Nose (JPN)             |
| Moins de 95 kg           | Ha Hyung-joo (KOR)       | Douglas Vieira (BRA)      | Bjarni Friðriksson (ISL) Günther Neureuther (FRG) |
| Plus de 95 kg            | Hitoshi Saito (JPN)      | Angelo Parisi (FRA)       | Mark Berger (CAN) Cho Yong-chul (KOR)             |
| Open - Toutes catégories | Yasuhiro Yamashita (JPN) | Mohamed Ali Rashwan (EGY) | Mihai Cioc (ROU) Arthur Schnabel (FRG)            |

## Tableau des médailles
- Pays organisateur (États-Unis)

| Rang | Nation               | Or | Argent | Bronze | Total |
| ---- | -------------------- | -- | ------ | ------ | ----- |
| 1    | Japon                | 4  | 0      | 1      | 5     |
| 2    | Corée du Sud         | 2  | 2      | 1      | 5     |
| 3    | Allemagne de l'Ouest | 1  | 0      | 2      | 3     |
| 4    | Autriche             | 1  | 0      | 1      | 2     |
| 5    | Brésil               | 0  | 1      | 2      | 3     |
| 5    | France               | 0  | 1      | 2      | 3     |
| 5    | Grande-Bretagne      | 0  | 1      | 2      | 3     |
| 8    | États-Unis           | 0  | 1      | 1      | 2     |
| 9    | Égypte               | 0  | 1      | 0      | 1     |
| 9    | Italie               | 0  | 1      | 0      | 1     |
| 11   | Roumanie             | 0  | 0      | 2      | 2     |
| 12   | Canada               | 0  | 0      | 1      | 1     |
| 12   | Islande              | 0  | 0      | 1      | 1     |